# Josefine Ollmann
Josefine Ollmann (* 11. November 1908 in München als Josefine Dosch; † 16. Juli 2022 in Itzehoe) war eine deutsche Supercentenarian und ab Sommer 2020 älteste lebende Deutsche. Vom 30. Januar 2022, als sie das Alter von Mathilde Mange übertraf, bis zum 7. August 2023 galt sie als älteste Frau, die jemals in Deutschland lebte, bis Charlotte Kretschmann ihr Alter übertraf.

## Leben
Ollmann wurde 1908 als Josefine Dosch in München geboren. Sie hatte einen jüngeren Bruder. Da ihr Vater Ingenieur war, zog die Familie häufig um, sodass sie zeitweilig unter anderem in Oberschlesien und den Niederlanden lebte. Nach ihrem Abschluss am Lyzeum in Wittenberg als Jahrgangsbeste absolvierte sie eine Ausbildung zur Laborassistentin und danach eine Kurzausbildung zur Wochenpflegerin. In beiden Berufen arbeitete sie hauptsächlich in Berlin, unter anderem am Kaiser-Wilhelm-Institut für Chemie.
1939 heiratete Ollmann einen Rechtsanwalt, mit dem sie 1940 einen Sohn und 1944 eine Tochter bekam und in Greifswald wohnte. 1949 floh die Familie aus der sowjetischen Besatzungszone nach Kellinghusen in Schleswig-Holstein, wo Ollmanns Ehemann drei Jahre später verstarb. Ihren Enkeln erzählte sie oft ihre Russengeschichten, die der Schriftsteller Walter Kempowski in seine Bibliothek aufnahm. Insgesamt wohnte sie 66 Jahre lang bis zum Alter von 107 Jahren alleine in ihrer Wohnung in Kellinghusen.
Von 2015 bis zu ihrem Tod wohnte Ollmann in einem Altenheim in Itzehoe. Zum 110. Geburtstag 2018 erhielt sie ein eingerahmtes Bild des Bundespräsidenten Frank-Walter Steinmeier, der ihr damit zum hohen Geburtstag gratulierte. Auch andere Amtsträger wie Ministerpräsidenten und Bürgermeister gratulierten ihr auf ähnliche Art.
Nach eigenen Angaben hat sie sich vor allem mit Ginseng und Steinmehl sowie ihrer lebensfrohen Einstellung gesund gehalten, wobei sie insbesondere zwischen ihrem 70. und 75. Lebensjahr täglich zwei Löffel Steinmehl einnahm. Außerdem habe sie auf das Rauchen verzichtet. Sie schrieb Tagebuch und spielte Scrabble bis zum Alter von 100 Jahren.